# Mariivka (Mariivka), Sînelnîkove
Mariivka (în ucraineană Мар`ївка) este localitatea de reședință a comunei Mariivka din raionul Sînelnîkove, regiunea Dnipropetrovsk, Ucraina.

## Demografie
Componența lingvistică a localității Mariivka
     Ucraineană (88,5%)
     Rusă (11,03%)
     Alte limbi (0,23%)
Conform recensământului din 2001, majoritatea populației localității Mariivka era vorbitoare de ucraineană (88,5%), existând în minoritate și vorbitori de rusă (11,03%).